# 笠松町歴史未来館
笠松町歴史未来館（かさまつちょうれきしみらいかん）は、岐阜県羽島郡笠松町にある博物館、まちの駅である。
笠松町歴史民俗資料室として開館。その後移転及び改築により、笠松町歴史民俗資料館、笠松町歴史未来館と改称している。

## 概説
歴史、民俗、自然、産業、科学に関する資料の収集、調査研究、保存、展示を行っている施設である。
1995年（平成7年）3月13日に笠松町立笠松小学校北舎1・2階の空き教室を利用して笠松町歴史民俗資料室として開館。1998年（平成10年）8月14日に株式会社光製作所所有の旧・東海銀行笠松支店の土地と建物を無償で借りて移転。笠松町歴史民俗資料館に改称する。老朽化による建て替えのため2014年（平成26年）2月17日から休館、同年9月に着工。2015年（平成27年）6月6日に笠松町歴史未来館に改称し開館する。
笠松町の条例上の名称や通称は笠松町歴史未来館であるが。正式名称は松原登士弘記念館 笠松町歴史民俗資料館である。これは現在の建物の建設費用が名誉町民の松原登士弘（当時の株式会社光製作所会長）からの寄附によることからである。
収納展示物は各種歴史資料・民具約5,000点。
昭和50年代、松枝地区の民俗資料を笠松町立松枝小学校の旧校舎に保管展示した松枝小学校民俗資料室が開館している。笠松町歴史未来館は松枝小学校民俗資料室が前身とも言える。
まちの駅としての名称は「歴史未来探訪の駅」である。

## 施設概要
開館当時は1階が展示室1（企画ゾーン）、2階が展示室2（歴史ゾーン、未来ゾーン）となっていたが、2024年現在、1階の常設展示室は笠松町の歴史、文化、伝統芸能や民具を後世に伝える展示（歴史ゾーンに該当）。2階の常設展示室は未来志向の展示（未来ゾーンに該当）となり、企画ゾーンは企画展示室として2階に移されている。

### 1階
常設展示室
- 笠松町の歴史と文化
  - 商工業（笠松湊、鮎鮓街道、美濃縞（木綿織物）など）に関する展示
  - 政治（笠松陣屋、笠松県庁など）に関する展示
  - 文化（笠松の祭り、円空仏、時鐘、懸仏（八幡神社）など）の展示
  - 歴史（藤掛中州水没遺跡、東流廃寺、米野の戦い、濃尾地震、笠松隕石レプリカなど）の展示
- 休憩スペース
- 多目的ホール

### 2階
常設展示室
- 未来・進歩する科学
  - 宇宙開発に関するの展示
  - 航空機模型、ドローンの展示
  - 体験コーナー（スマートスピーカー、リニアモーターカー、LED、錯視など）
  - 国際交流コーナー
  - 映像視聴コーナー
  - 光文庫（図書閲覧コーナー）
  - デジタルサイネージ

企画展示室

### 3階
- 収蔵庫

## 開館時間・休館日
- 開館時間：9:00 - 17:00
- 休館日
  - 毎週月曜日（月曜日が祝日の場合、その翌日）
  - 年末年始（12月28日 - 1月3日）

## 所在地
- 岐阜県羽島郡笠松町下本町87番地

## 交通アクセス
- 名鉄名古屋本線・竹鼻線 笠松駅より徒歩で約15分。
- 名鉄竹鼻線 西笠松駅より徒歩で約12分。
- 笠松町公共施設巡回町民バス「歴史未来館前」バス停下車。

## 周辺施設
- 杉山家住宅主屋
- 笠松みなと公園（笠松湊）
- 笠松町役場
- 十六銀行笠松支店